# うわさに、なりたい
「うわさに、なりたい」は、1984年12月8日発売された爆風スランプ2枚目シングル。

## 内容
CMとのタイアップで売ろうと考え制作された。
シチズン「19才リビエール」のCMソングに起用された。

## 収録楽曲
1. うわさに、なりたい
作詞：サンプラザ中野・川島銀次　作曲・編曲：中崎英也
2. 狂い咲きピエロ
作詞：サンプラザ中野　作曲：パッパラー河合　編曲：爆風スランプ

## 収録アルバム
- よい (#1,2)
- SINGLES (#1)
- GOLDEN☆BEST 爆風スランプ ALL SINGLES (#1)